# CENPL
Protein trung thể L (tiếng Anh: Centromere protein L) là protein ở người được mã hóa bởi gen CENPL.